# Louisville Ballet
Le Louisville Ballet est une compagnie et une école de ballet situé dans la ville de Louisville. Il s'agit du ballet officiel de l’État du Kentucky et il propose également des formations. Il est accompagné pour la musique par l'orchestre de Louisville. La compagnie artistique joue sur différentes scènes dans la ville comme au Kentucky Center. 
La compagnie fut créée en 1952 et obtint son statut professionnel en 1975 lorsqu’elle accueillit son premier étudiant. La compagnie est logée dans l'immeuble de 1995 Louisville Ballet Building qui couta 2,2 millions de dollars.